# Montserrati labdarúgó-szövetség
A montserrati labdarúgó-szövetség (angolul: Montserrat Football Association) Montserrat nemzeti labdarúgó-szövetsége. 1973-ban alapították. A szövetség szervezi a montserrati labdarúgó-bajnokságot, működteti a montserrati labdarúgó-válogatottat.